# Federazione Cricket Italiana
La Federazione Cricket Italiana (F.CR.I.) è l'organo che cura la promozione, lo sviluppo e la regolamentazione del cricket in Italia. Organizza il Campionato italiano di cricket e sotto la sua egida sono poste le squadre che rappresentano l'Italia in nelle competizioni internazionali. 

## Storia
Le basi per la nascita di una federazione dedicata al cricket in Italia furono poste il 26 novembre 1980 quando a Roma fu fondata l'Associazione Italiana Cricket, di cui Pier Francesco Pompei fu il primo presidente e Simone Gambino vicepresidente.
L'Associazione fu riconosciuta dall'International Cricket Council nel 1984 come membro affiliato e come membro associato a partire dal 1995. 
Nel 1997 l'Associazione fu riconosciuta dal CONI come Disciplina sportiva associata con il nome di Federazione Cricket Italiana.

## Presidenza
| Presidente            | Inizio mandato | Fine mandato |
| --------------------- | -------------- | ------------ |
| Pier Francesco Pompei | 1980           | ?            |
| Simone Gambino        | ?              | ?            |
| Fabio Marabini        | ?              | 2025         |
| Maria Lorena Haz Paz  | 2025           | in carica    |

A seguito delle elezioni del 24 febbraio 2025, Maria Lorena Haz Paz (già presidente vicepresidente della Federazione ed ex presidente della Roma Cricket) è stata eletta presidente. Prende il posto di Fabio Marabini, rimasto sconfitto al ballottaggio con 168 voti contro 207. Vincendo l'elezione è divenuta diventa la seconda donna in carica a ricoprire la presidenza di una Federazione sportiva nazionale (la prima è stata Laura Lunetta della Federazione della Danza).